# Jan Raczyński (chirurg)
Jan Raczyński (1899–1972) – polski chirurg, profesor nauk medycznych w Akademii Medycznej w Warszawie, kierownik kliniki chirurgicznej, a w latach 1960–1965 dziekan Wydziału Lekarskiego tej Akademii.

## Życiorys
Urodził się 28 stycznia 1899 r. w Śmile, dziś w granicach Ukrainy. Dyplom lekarza uzyskał na Wydziale Lekarskim Uniwersytetu Warszawskiego w 1930 r. 

Początkowo był wolontariuszem w II Klinice Chirurgicznej Wydziału Lekarskiego Uniwersytetu Warszawskiego kierowanej przez prof. Z. Radlińskiego, w 1931 r. został lekarzem Oddziału Chirurgicznego Warszawskiego Szpitala dla Dzieci i od tego czasu przez wiele lat pracował pod kierunkiem prof. Zaorskiego. Od 1933 r. był asystentem, a później zastępcą ordynatora Oddziału Chirurgicznego Lecznicy Sióstr Elżbietanek kierowanego również przez prof. Zaorskiego.

Podczas kampanii wrześniowej był ordynatorem szpitala polowego. W czasie okupacji pracował na Oddziale Gruźlicy Chirurgicznej Szpitala Wolskiego, a następnie na Oddziale Chirurgicznym Szpitala PCK oraz nauczał chirurgii studentów w Szkole Zaorskiego.

Od 1945 r. pracował również w Zakładzie Chirurgii Operacyjnej i Anatomii Topograficznej Uniwersytetu Warszawskiego kierowanym przez prof. Jana Zaorskiego. Habilitował się w 1951 r. na podstawie pracy Obecność penicyliny we krwi i jamach ciała podczas stosowania jej do biegu krwi i do tkanek. Od roku 1954 pracował na Oddziale Chirurgicznym VI B Szpitala Dzieciątka Jezus kierowanym przez prof. Zaorskiego. 1 listopada 1955 r. został mianowany Kierownikiem Katedry i III Kliniki Chirurgicznej Akademii Medycznej w Warszawie, którą zorganizował na bazie Oddziału Chirurgicznego VI B.

Tytuł profesora nadzwyczajnego uzyskał 7 lutego 1959 r. 

Od 1951 r. do roku 1952 był Przewodniczącym Oddziału Warszawskiego Towarzystwa Chirurgów Polskich, a w latach 1953–1956 członkiem zarządu Towarzystwa Chirurgów Polskich. W latach 1958–1968 był kolejno Prodziekanem, Dziekanem i Prorektorem Akademii Medycznej w Warszawie. Od 1955 r. do 1958 r. był specjalistą wojewódzkim, a w latach 1958–1960 specjalistą krajowym w zakresie chirurgii ogólnej.

Przeszedł na emeryturę w roku 1969.

Prace naukowe prof. Jana Raczyńskiego dotyczyły głównie problemów chirurgicznego leczenia choroby wrzodowej, patologii brzusznych oraz stosowania antybiotyków.

Zmarł 18 czerwca 1972 r. w Warszawie.

Jeden z nauczycieli zawodu kardiochirurga prof. Zbigniewa Religi.